# بشار متي وردة
بشار متي وردة وهو مطران الكنيسة الكلدانية الكاثوليكية في أربيل شمال العراق.

## معرض صور

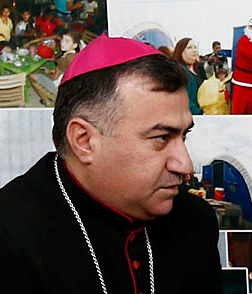
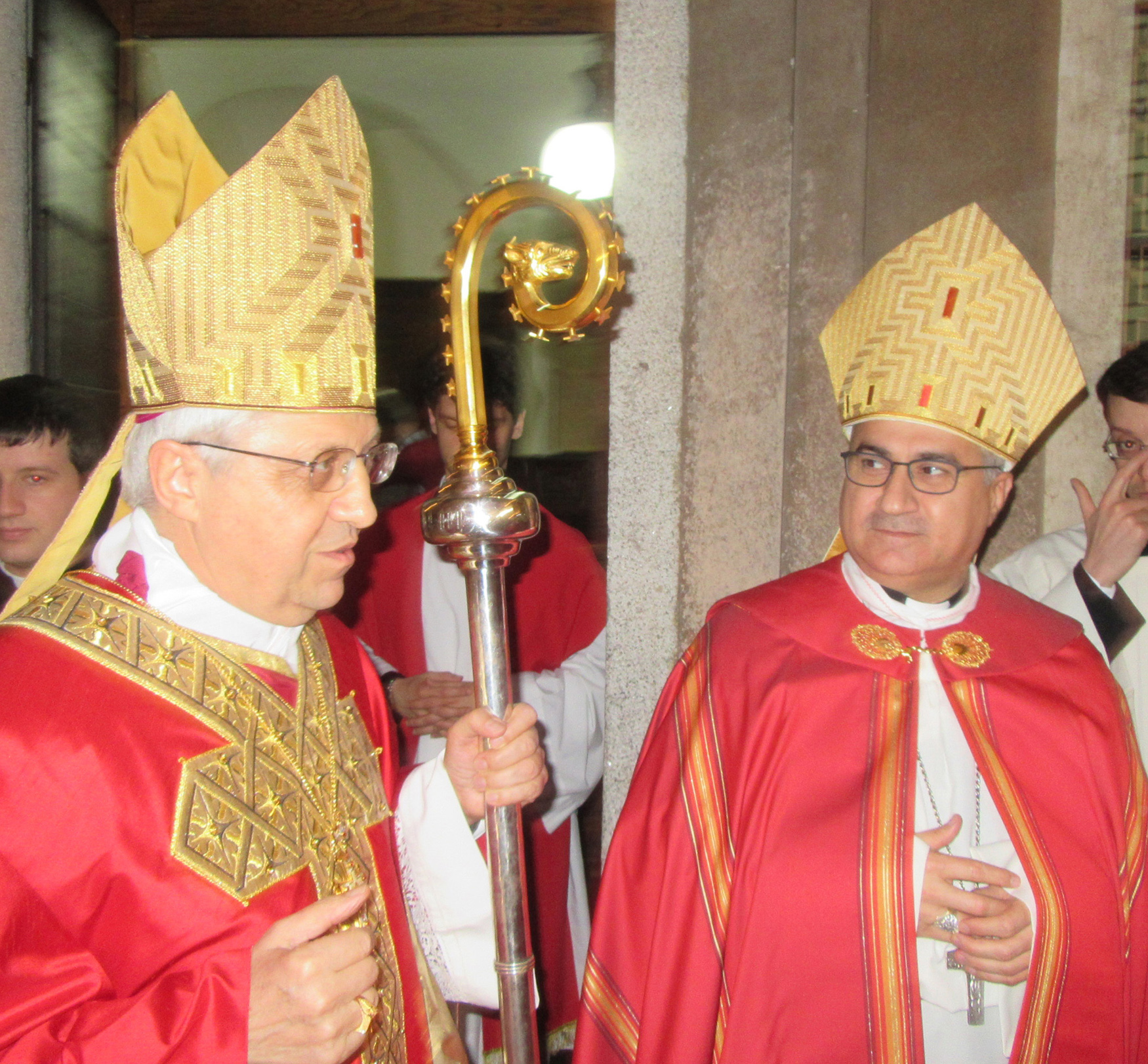
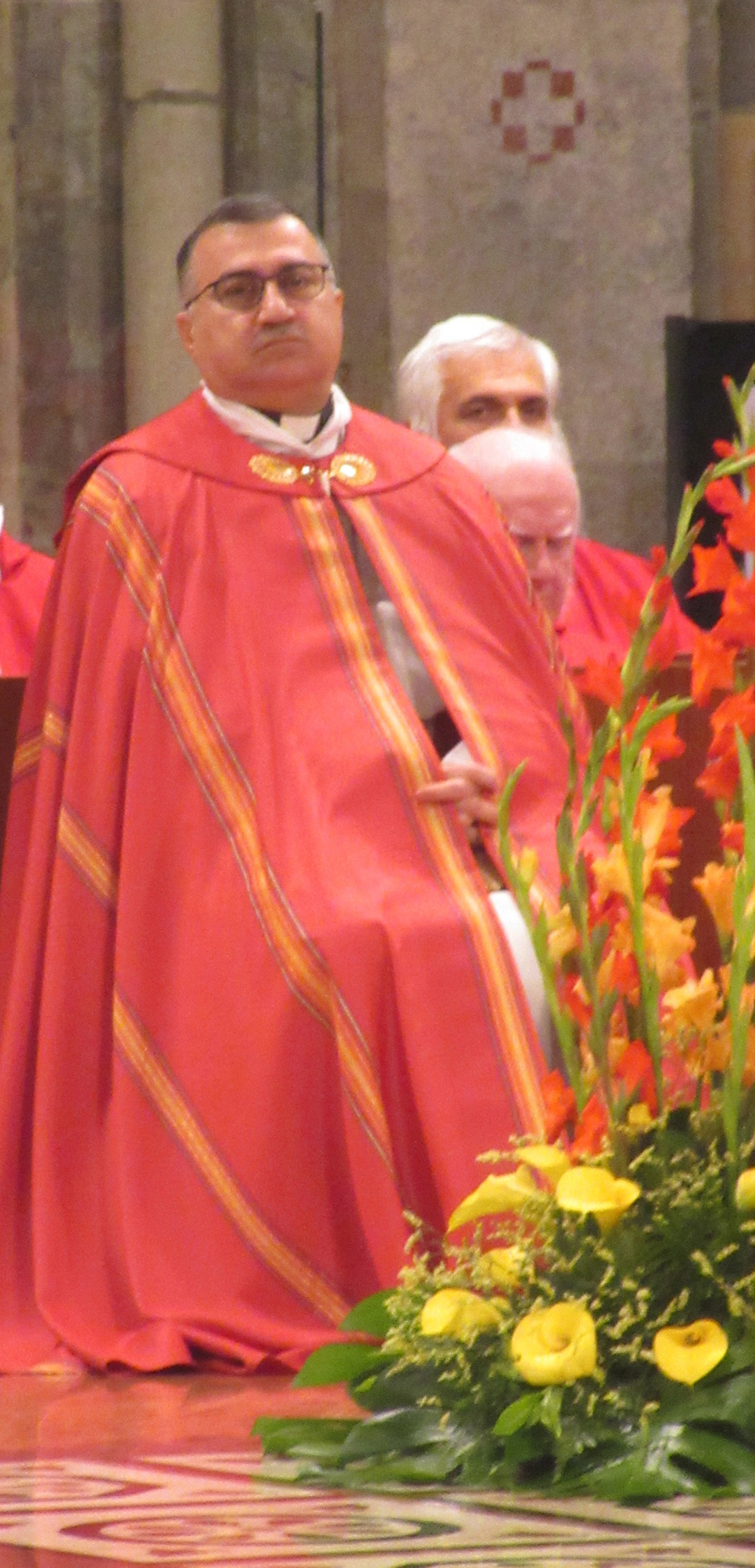